# Wielki magik
Wielki magik (oryg. Daai mo seut si, chiń. upr. 大魔术师; chiń. trad. 大魔術師) – hongkońsko–chiński dramat filmowy w reżyserii Dereka Yee, którego premiera odbyła się 22 grudnia 2011.

## Obsada
Źródło: Filmweb

- Tony Leung Chiu Wai – Zhang Xian
- Zhou Xun – Liu Yin
- Sean Lau – Bully Lei
- Yan Ni – San Yitai
- Alex Fong – San Yitai
- Gang Wu – gospodarz Liu
- Ambrose Hsu
- Kenya Sawada
- Lam Suet – Li Fengren
- Paul Chun – Liu Wanyao
- Rosey Wong – zabójca
- Tsui Hark
- Daniel Wu
- Vincent Kok
- To-hoi Kong
- Ho Leung Lau
- Jackie Chan – cameo[4]

## Odbiór
W okresie od 1 stycznia do 30 lipca 2012 roku film zarobił 27 320 000 dolarów amerykańskich w Chinach.
W 2013 roku podczas 32. edycji Hong Kong Film Awards Zhou Xun była nominowana do nagrody Hong Kong Film Award w kategorii Best Actress. Jessie Dai i Yee Chung-Man zdobyli nagrodę w kategorii Best Costume & Make Up Design.